# にじ農業協同組合
にじ農業協同組合（にじのうぎょうきょうどうくみあい、通称：JAにじ）は、福岡県うきは市に本店を置く農業協同組合。

## 区域
- うきは市
- 久留米市田主丸町（旧浮羽郡田主丸町）

## 沿革
- 1963年（昭和38年）
  - 3月 - 姫治・山春・大石・御幸の各農協が合併し、浮羽町農協が発足[1]。
  - 同月 - 千年・福富・吉井・江南の各農協が合併し、吉井町農協が発足[1]。
  - 同月 - 船越・水分・田主丸・水縄・竹野・川会・柴刈の各農協が合併し、田主丸町農協が発足[1]。
- 1996年（平成8年）4月 - 浮羽町・福岡吉井町（吉井町農協が改称）・田主丸町の各農協が合併し、にじ農協が発足[2]。
- 2000年（平成12年）
  - 1月 - デイサービスセンター「にじの家」落成[2]。
  - 4月 - Aコープ事業を（株）エーコープ福岡[3]（現・（株）Aコープ九州）に譲渡[4]。
- 2004年（平成16年）
  - 2月 - デイサービスセンター「にじの家うきは」開業[2]。
  - 4月 - 農産物直売所「にじの耳納の里」グランドオープン[2]。
- 2011年（平成23年）
  - 3月 - 筑前あさくら農協・みい農協・久留米市農協および全農福岡県本部との間で、農機事業の一体運営の実施について合意・調印[2]。
  - 4月 - 上記の農機事業一体運営を開始[5]。
    - 全農福岡県本部久留米物流センター内に「広域農機センター」を設置し、各農協を拠点として広域で整備対応を行う。

  - 同月 - デイサービスセンター・サービス付き高齢者住宅「にじの家」開所[2]。
- 2012年（平成24年）
  - 2月 - 8支所体制から3支店体制へ統合・再編[2]。
  - 10月 - A重油配送施設竣工[2]。
- 2013年（平成25年）12月 - 歯科診療所「きらら」開所[2]。
- 2017年（平成29年）3月 - 吉井カントリーエレベーター建替工事竣工[2]。
- 2021年（令和3年）3月 - 介護事業「にじの家」について、管内の社会福祉法人に経営譲渡[6]。

## 店舗・施設

### 本店・支店
- 本店
- 吉井支店
- 浮羽支店
- 田主丸支店

### 施設
- LPガスセンター
- PAL・SS
- うきはSS
- 田主丸SS
- 農機センター
- 田主丸車両センター
- 営農センター吉井
- 営農センター浮羽
- 営農センター田主丸
- JAにじ歯科診療所「きらら」
- JAにじ総合会館アルカス
- アルカスうきは
- アルカス田主丸
- グリーンパレス
- 吉井カントリーエレベーター
- 浮羽ライスセンター
- 田主丸カントリーエレベーター
- 吉井農産加工所
- 総合グリーンセンター
- 花集荷所
- 田主丸野菜集荷場
- 浮羽総合選果場
- 山春選果場
- 益永選果場
- 園芸流通センター
- 農産物直売所「にじの耳納の里」

## 子会社
- 株式会社うきはレインボーファーム